# گریت نک گاردنز (نیویورک)
گریت نک گاردنز (به انگلیسی: Great Neck Gardens) یک منطقهٔ مسکونی در ایالات متحده آمریکا است که در شهرستان نساو، نیویورک واقع شده‌است. گریت نک گاردنز ۰٫۴ کیلومتر مربع مساحت و ۱٬۱۸۶ نفر جمعیت دارد و ۵۶ متر بالاتر از سطح دریا واقع شده‌است.